# Турбулентност
Турбулентност (на латински: turbulentus — бурен, неподреден) в механика на флуидите е нестационарен режим на обтичане, при който характеристиките на флуидното поле се изменят стохастично във времето и пространството. За разлика от ламинарното течение, при турбулентните течения преносните уравнения са доминирани от конвективните членове (т.е. зависят от посоката и скоростта на течението). Обикновено се приема, че преходът от ламинарно към турбулентно течение е свързан с числото на Рейнолдс. Критичното число на Рейнолдс зависи от динамичната постановка на течението.
Турбулентността предизвиква образуването на различни по мащаб вихрови ядра, които представляват основният механизъм за пренос на енергия и количество движение в тези течения. Едрите вихрови ядра разсейват енергия образувайки турбулентност от по-нисък мащаб. Този процес продължава във времето до издребняване на мащаба на турбулентността и затихване чрез разсейване на енергията на междумолекулярно ниво.

## Видове турбулентност
В зависимост от мястото и характерните особености на атмосферата и проявата на това явление, се различават четири вида турбулентност:
- околоземна при ясно небе;
- около и вътре във фронт от кълбести облаци;
- в област с мощни струйни течения;
- в подветрената страна в планините.

Приземният въздушен слой с височина до 200-300 метра е слой на неустойчива атмосфера и винаги се намира в динамично състояние. Причините за това състояние е, че при липсата на външни въздействия, пограничният въздушен поток се премества над земната повърхност праволинейно с равномерна постоянна скорост, характерна за целия поток. Когато се появят външни въздействащи сили, енергията им се отдава на потока, в резултат на което във въздуха настъпват турбулентни процеси. Външната енергия предизвиква преместването на голямо количество от неговите въздушни частици и в потока се създават вихри със значителна маса с неуточнена продължителност, сила и посока. Степента на турбуленцията на този въздушен слой, както и промяната на праволинейното му преместване се определя от силата на външния източник. Основно източниците на външни въздействия на приземния въздушен поток са:
- механично препятствие, дължащо се в по-голяма или по-малка степен на формата на нагънатия релеф на терена. Колкото е по-голямо препятствието, толкова по-големи са и вихрите. Овалните релефни форми, макар и големи като препятствия, се обтичат по-добре от околоземния въздушен слой и се създават по-малки вихри от тези създадени от стръмните и високи планински склонове. Съществува обратна пропорционалност между размера на вихрите и скоростта им на движение – когато един вихър се разпада на по-малки, то тяхната скорост се увеличава, с което по законите на физиката се запазва момента на количеството на движение на въздушната маса. С това интензивността на въздействие върху летателния апарат е по-висока, макар и по-краткотрайна. Плътността на въздуха влияе върху интензивността на вихрите създаващи турбулентността на атмосферата. Зимно време и при ниски температури, поради по-високата плътност на атмосферата, вихрите са по-интензивни и турбулентността е значителна в приземния атмосферен слой, сравнена с тази на по-голяма височина при същите ниски температури.
- конвекцията, изразяваща се в статичната неустойчивост на въздуха, е в резултат на слънчевото греене, земния релеф и характера на растителността или водните басейни по повърхността на земята. Устойчивостта или неустойчивостта се определя от вертикалния градиент на температурата. При стойност на този градиент 10 0С/km, атмосферата се намира в безразлично равновесие. При случай на сух въздух, когато този градиент е по-висок, слоя въздух е неустойчив. На височини над приземния, настъпва активно размесване на въздушните частици на топлия въздушен поток и неговия топъл фронт от земната повърхност намалява температурата си, докато се достигне до нормалния температурен градиент.
- пориви на вятъра. Мощни струйни течения с висока турбуленция се появяват при преместването на студен фронт към ниския топъл приземен слой въздух. Топлия слой се разрушава бързо, нееднородните вихри създадени от смесването на двата фронта и изместването на приземния слой въздух от въздушните течения на студения фронт, са причина да се породи турбуленция с висока интензивност.

За практическо количествено определяне на устойчивостта или неустойчивостта на въздуха, се ползва т.нар. число на Ричардсън. То е критерий, който се определя от отношението на енергията на свободната конвекция на въздуха към енергията от изменението на хоризонталната скорост на въздуха за определена височина. При Ri< 0,03 въздушната маса е в състояние на безразлично равновесие. При Ri> 0,25 възниква турбулентност, като при по-ниски стойности се дължи на вертикалния градиент от скоростта на вятъра, а при по-високите стойности турбулентността се дължи на конвекцията.
Характерът на турбулентността зависи от всека от гореизброените причини, но обикновено те действат едновременно и в различни комбинации по степен на сила. Обикновено влиянието на механичните препятствия за турбулентни вихри във височина, най-силно е изразено в ранните следобедни часове. Те достигат до височина, спрямо тази на релефа, от 0,3 до 4 пъти за високи и дълги планински вериги. Свободната конвекция също влияе върху създаването на турбулентни вихри. Над водната повърхност влиянието е несъществено, над равна открита местност достига до 6 метра, а над гористи и планински местности достига до 600 метра.
Турбулентността, дължаща се на топли въздушни потоци при сух въздух (наричана още термическа турбулентност), достига до височина 600-800 m, а при наличие на кълбесто-дъждовни облаци с висока влажност, се проявява на височини от няколко километра. Най-силна турбулентност по тази причина се създава в ранните следобедни часове, когато нагряването на земната повърхност е най-високо.
В област с мощни струйни течения турбулентност може да възникне на всякаква височина, но обикновено се проявява в ранните сутрешни часове. При хладно време във въздушната маса се създава такава турбулентност през целия ден. 

## Турбулентност и безопасност на полетите
Съществена заплаха за безопасността на полетите представляват свободните атмосферни турбулентни структури с мащаб от порядъка на габаритните размери на въздухоплавателното средство и по-голям. Тези структури предизвикват значителни изменения в разпределението на скоростите и наляганията по носещите повърхности на летателните апарати и могат да доведат до опасни натоварвания на конструкцията, както и до проблеми с устойчивостта и управляемостта. При полет на малки височини пилотът управлява летателния апарат в зона с турбуленция с усещания за удари в крилата или завъртане с удари в хоризонталната равнина на полета. При височина от 100-300 метра въздействието върху апарата е по-меко и често това са резки, но меки пропадания или издигания  В популярния непрофесионален език това явление се определя некоректно и неточно като въздушна яма. Такива турбулентни въздействия, понякога доста мощни, се проявяват при полет и на голяма височина (10-12 km) в зоната на прехода океан-континент.